# رابطة الشمال
رابطة الشمال(بالإيطالية:  Lega Nord)‏ الاسم الكامل هو (رابطة الشمال لاستقلال بادانيا)، هو حزب سياسي في إيطاليا تأسس عام 1991 كاتحاد لعدد من الأطراف الإقليمية الشمالية ووسط إيطاليا، التي نشأ معظمها وتوسعت حصتها من الناخبين خلال الثمانينات. يلقب الحزب في إيطاليا في كثير من الأحيان باسم ال كاروكشيو، تيمناً بالمذبح الحربي على أربع عجلات التي تقودها الثيران واستخدمتها جمهوريات القرون الوسطى في إيطاليا.